# Maestro di Trognano

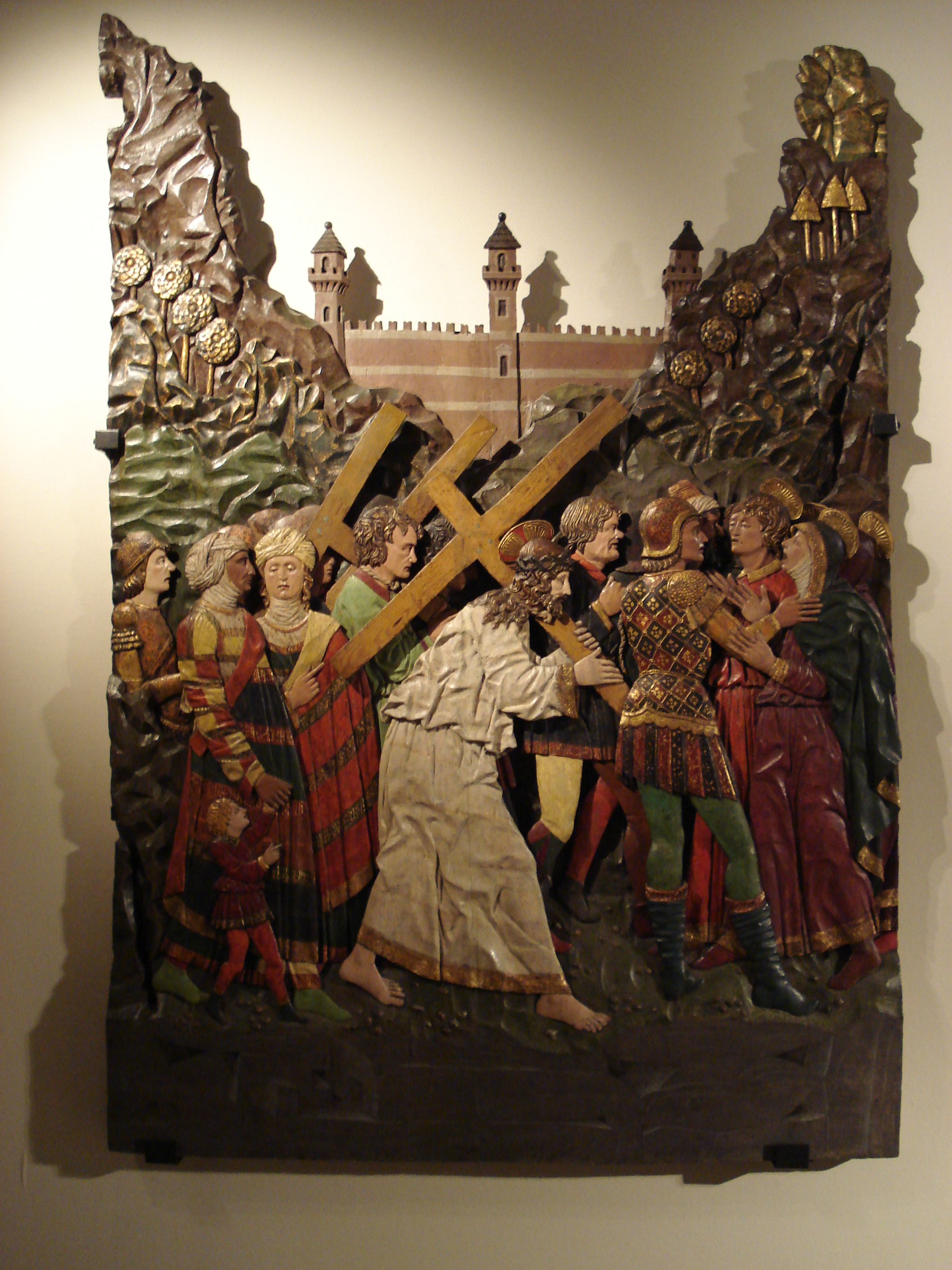
Salita al Calvario, Castello Sforzesco, Milan

Maestro di Trognano  désigne un maître anonyme italien actif en Lombardie dans le dernier quart du  XVe siècle, auteur de statues et de sculptures en bois de haute qualité dans le duché des Sforza.

## Biographie
Son nom de  Maestro de Trognano lui est donné par une Natività (1490) finement sculptée, peinte et dorée, de l'oratoire San Giuseppe de Trognano, dans la commune de Bascapè (province de Pavie), conservée maintenant au Musée des Arts Décoratifs du Castello Sforzesco de Milan.

## Œuvres
- Passion du Christ, 4 grands panneaux de bois pour l'autel de la basilique  Santa Maria del Monte à Varèse : 2 sont conservés au Castello Sforzesco, comme dépôt de la  Pinacothèque de Brera), les 2 autres à Varèse, au monastère  ambrosien.